# アイク・ターナー
アイク・ターナー（Ike Turner、1931年11月5日 - 2007年12月12日）は、アメリカ合衆国のミュージシャン。本名は、アイズィアー・ラスター・ターナー・ジュニア。ギタリスト、ピアニスト、バンドリーダー、シンガー、ソングライター、プロデューサー、アレンジャーとして幅広く活躍し、草創期のロックに大きな影響を与えた。ギタリストとしては、トレモロ・アームを効かせた鋭いトーンのプレイが彼のトレードマークとなっている。
「ローリング・ストーンの選ぶ歴史上最も偉大な100人のギタリスト」において2003年は第61位、2011年の改訂版では削除された。

## 来歴
ミシシッピ州クラークスデイルに生まれる。10代の頃、地元ラジオ局WROXでDJをするようになり、ここでロバート・ナイトホークらブルースマンと出会う幸運に恵まれた。その過程で、パイントップ・パーキンズに出会い、彼から直接ピアノを師事。1940年代後半には、自己のバンド、キングズ・オブ・リズムを結成し活動するようになった。
1951年3月、アイクとキングズ・オヴ・リズムはジャッキー・ブレンストンを歌手に立て、メンフィスのサン・スタジオで、「ロケット88」（"Rocket 88"）のレコーディングを行う。そのマスターは、シカゴのチェス・レコードからジャッキー・ブレンストン&ヒズ・デルタ・キャッツの名義でリリースされ、R&Bチャート1位の大ヒットを記録した。
また、アイクはレコード会社のスカウトマンとしても活躍。自らの一ファンであるアンナ・メイ・ブロック (後に芸名ティナ・ターナーを名乗るようになった) が彼のバンドで歌いたいと言い始めた時、初めは断ったが、結局は彼女の懇願に負けて歌わせた。二人は1960年に結婚し、アイク&ティナ・ターナー・レヴュー名義で活動するようになった。
アイク&ティナ・ターナーは、1960年代から70年代にかけて数々のヒットを飛ばす人気デュオとして頭角を現した。1966年から1969年の間には、ローリング・ストーンズのアメリカ公演の前座も務めている。1970年12月には初来日も果たし、東京・赤坂のライブハウス、ムゲンで計12回の公演を行った。
しかしながら、1978年に破婚を迎えたことにより、デュオも解消する。ティナは、1986年出版の自伝「I, Tina」 (1993年に『TINA ティナ』として映画化) の中で、アイクの家庭内暴力を暴露した。これに対して、彼は当初それを否定していたものの、2001年の自伝「Taking Back My Name」の中で事実上自らの暴力を認めている。
彼はかつて重度のコカイン常用者だったこともあり、1980年代初頭には、薬物犯罪者としてカリフォルニア州立刑務所で服役した。
2003年には、日比谷野音等で催されたジャパン・ブルース・カーニバル出演のために来日したにもかかわらず、過去のコカイン不法所持による逮捕歴が問題とされ、入国許可が下りずに帰国した。同年の来日公演は、アイク抜きのキングス・オブ・リズムがステージに立ち、切り抜けている。
アイク・ターナーは、1991年、アイク&ティナ・ターナー名義でロックの殿堂入りを果たしている。
2007年12月12日、アイクはカリフォルニア州サンディエゴ郊外サンマーコスの自宅で、76歳で亡くなった。死因は公表されていない。

## ディスコグラフィ

### ソロ、キングス・オブ・リズム
- 1963年 Ike Turner & the Kings of Rhythm (Sue)
- 1963年 Ike Turner Rocks the Blues (Crown)
- 1969年 A Black Man's Soul (Pompeii)
- 1969年 Get It Get It (Cenco)
- 1971年 Bad Dreams (United Artists)
- 1972年 Blues Roots (United Artists)
- 1978年 I'm Tore Up (Red Lightnin')
- 1984年 Hey Hey (Red Lightnin')
- 1998年 My Blue Country (Resurgent)
- 2001年 Here and Now (Ikon)
- 2006年 Risin' With The Blues (Zoho Roots)

### アイク&ティナ・ターナー
- 1960年 The Soul of Ike and Tina Turner (Collectables)
- 1962年 Dance With Ike & Tina Turner & Their Kings of Rhythm Band (Sue)
- 1962年 Festival of Live Performances (United)
- 1963年 Don't Play Me Cheap (Collectables)
- 1963年 Dynamite (Collectables)
- 1963年 It's Gonna Work Out Fine (Collectables)
- 1963年 Please Please Please (Kent)
- 1964年 The Ike & Tina Turner Revue Live (Kent)
- 1965年 Live! The Ike & Tina Turner Show (Warner Bros.)
- 1965年 Ike & Tina Show 2 (Tomato)
- 1965年 Ooh Poo Pah Doo (Harmony)
- 1966年 River Deep - Mountain High (Philles/A&M)
- 1966年 Ike & Tina Turner and the Raelettes (Tangerine)
- 1966年 Live! The Ike & Tina Turner Show (Loma)
- 1969年 Outta Season (Blue Thumb)
- 1969年 Ike & Tina Turner in Person  (Minit)
- 1969年 Fantastic (Sunset)
- 1969年 Get It Together (Pompeii)
- 1969年 Her Man His Woman (Capitol)
- 1969年 The Hunter (Blue Thumb)
- 1970年 On Stage (Valiant)
- 1970年 Come Together (Liberty)
- 1971年 Workin' Together (One Way)
- 1971年 Nuff Said (United Artists)
- 1971年 Something's Got a Hold on Me (Harmony)
- 1971年 What You Hear Is What You Get (EMI)
- 1971年 Funkier Than a Mosquitos Tweeter  (United Artists)
- 1972年 Feel Good (United Artists)
- 1973年 Let Me Touch Your Mind (United Artists)
- 1973年 Nutbush City Limits (United Artists)
- 1973年 The World of Ike and Tina Live (United Artists)
- 1974年 Strange Fruit (United Artists)
- 1974年 Sweet Rhode Island Red (United Artists)
- 1974年 The Gospel According to Ike and Tina (United Artists)
- 1974年 The Great Album
- 1975年 Sixteen Great Performances (ABC)
- 1977年 Delilah's Power (United Artists)